# La chiave di Sara (romanzo)
La chiave di Sara è un romanzo storico e drammatico scritto dalla giornalista Tatiana de Rosnay nel 2007. Il libro tratta l'episodio del Vel'd'Hiv, dove molti ebrei furono rinchiusi in una grande arena e poi deportati verso il campo di concentramento di Auschwitz dalla polizia francese il 16 e 17 luglio 1942.

## La trama
Il 16 luglio 1942 Sara Starzynski, una bambina ebrea, viene arrestata dai poliziotti parigini insieme alla sua famiglia e viene rinchiusa nel Vel'd'Hiv. Prima di lasciare l'abitazione però Sara chiude suo fratello Michel che aveva solo 4 anni in un armadio a muro per evitare che i poliziotti lo trovassero e gli promette che tornerà presto a salvarlo. I genitori della bambina vengono deportati ad Auschwitz, dove vengono uccisi, mentre i bambini vengono trasferiti nel campo di Beaune-la-Rolande. Qui Sara incontra Rachel, una ragazzina di 11 anni che come lei era rinchiusa nel campo. Le due decidono di tentare la fuga insieme attraverso un foro nel filo spinato e, grazie all'aiuto di una guardia, riescono a scappare. Dopo la fuga Rachel e Sara si rifugiano ad Orléans, dove vengono aiutati da due anziani di nome Jules e Genevieve Dufaure che li nascondono dai nazisti che ormai hanno preso il controllo della Francia. Purtroppo Rachel si ammala e muore, ma Sara vuole arrivare dal suo fratellino Michel e decide di partire per Parigi. Appena la bambina arriva alla sua casa scopre però che suo fratello è morto e si dispera. Julia Jarmond è invece una giornalista americana che vive a Parigi con suo marito Bertrand Tezac e sua figlia Zoe. Ci troviamo nel 2002. Julia viene incaricata di scrivere un articolo sul Vel'd'Hiv e inizia ad indagare. Così dopo varie ricerche scopre che nel Vel'd'Hiv furono rinchiusi molti ebrei e inoltre scopre la storia di Sara, una bambina ebrea che viveva nella casa dove lei e la sua famiglia stanno per trasferirsi. Nonostante Julia sia incinta continua le indagini e vuole scoprire cosa è successo a quella bambina. Il marito Bertrand però non vuole un figlio e vuole che Julia abortisca. Julia allora rifiuta la proposta del marito e decide di crescere da sola i suoi bambini.Julia fa molti viaggi per trovare un discendente di Sarah e dopo numerosi studi scopre che ha dato alla luce un figlio di nome William Rainsferd e si sposta a Lucca per incontrarlo e chiedere più informazioni. William però non conosce la storia di sua madre e non vuole credere a Julia. Decide di andarsene e dice che non vuole più che lo contatti. William rimane molto turbato e va da suo padre per chiedergli cosa sia realmente accaduto. Il padre gli consegna un taccuino appartenuto a Sara, che lui però non ha mai letto perché scritto in francese; William scopre poi purtroppo la triste verità: sua madre era stata veramente deportata ed era stata salvata e cresciuta dalla famiglia Dufaure, si era poi trasferita in America dove aveva creato una sua famiglia; a 40 anni però si era suicidata perché provava troppo dolore per la morte del fratello, di cui si riteneva responsabile. Due anni dopo Julia ormai vive a New York e ha divorziato dal marito. Anche William si trova a New York e ricontatta Julia, per fare chiarezza e scusarsi per il suo comportamento precedente. Inoltre William ringrazia Julia per quello che ha fatto per lui. Infine Julia presenta la figlioletta a William e gli spiega che l'ha chiamata Sara proprio in onore di sua madre.

## Pubblicazione e distribuzione
Il libro La chiave di Sara è stato pubblicato per la prima volta nel settembre del 2006 in Francia e successivamente nel giugno 2007 è stato tradotto in inglese.

## Edizioni
- Tatiana de Rosnay, La chiave di Sara, Arnoldo Mondadori Editore, 2007, ISBN 9788804563723.